# Jestem
Jestem (sv: Jag är) är en låt framförd av den polska sångerskan Magdalena Tul. Låten representerade Polen vid Eurovision Song Contest 2011 i Düsseldorf, Tyskland. Låten har hon både skrivit och komponerat själv.
Den 15 mars meddelade ESCToday att låten kommer framföras på engelska, då under namnet "First Class Ticket to Heaven". Senare samma dag togs påståendet tillbaka av Magdalena Tul, då det har förekommit negativa kommentarer angående språkbytet.

### Fotnoter
1. ↑  Montebello, Edward (14 februari 2011). ”Poland: Magdalena Tul to Dusseldorf”. ESCToday. Arkiverad från originalet den 16 februari 2011. https://web.archive.org/web/20110216154611/http://www.esctoday.com/news/read/16772. (engelska)
2. ↑  ”Arkiverade kopian”. Arkiverad från originalet den 19 mars 2011. https://web.archive.org/web/20110319043650/http://www.esctoday.com/news/read/17030. Läst 15 mars 2011.